# Pegomya grahami
Pegomya grahami is een vliegensoort uit de familie van de bloemvliegen (Anthomyiidae). De wetenschappelijke naam van de soort is voor het eerst geldig gepubliceerd in 2009 door Michelsen & Ackland.